# سفارت بریتانیا در توکیو
سفارت بریتانیا در توکیو (به لاتین: Embassy of the United Kingdom) یک منطقهٔ مسکونی و نمایندگی سیاسی این کشور در ژاپن است که در توکیو واقع شده‌است.